# Antandrus (geslacht)
Antandrus is een geslacht van rechtvleugeligen uit de familie Romaleidae. De wetenschappelijke naam van dit geslacht is voor het eerst geldig gepubliceerd in 1878 door Stål.

## Soorten
Het geslacht Antandrus  is monotypisch en omvat slechts de volgende soort:
- Antandrus viridis (Blanchard, 1851)